# Vaste stof

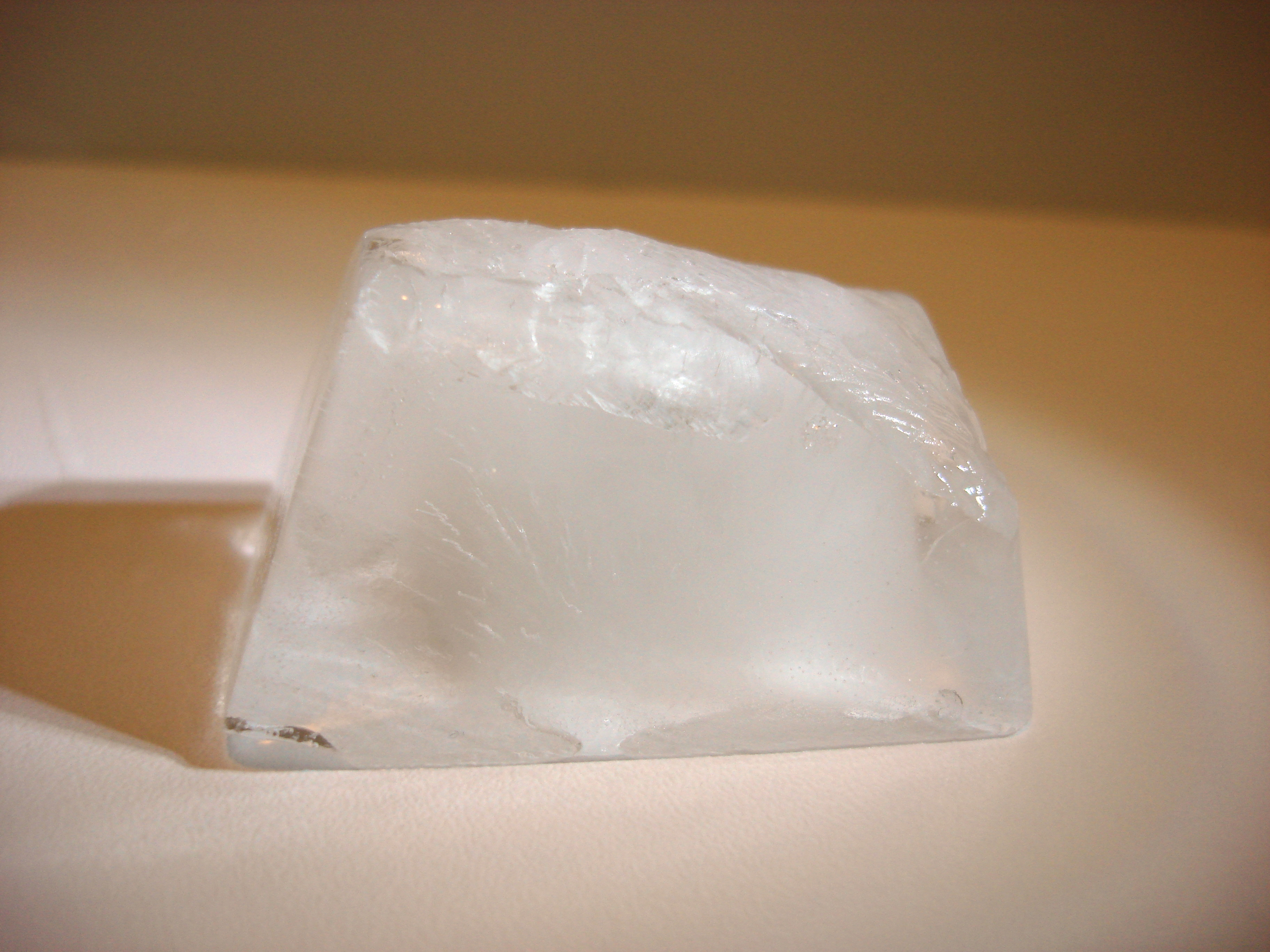
Water in vaste vorm

Vaste stof is materie die zich in de vaste aggregatietoestand bevindt. In microscopische zin wordt deze toestand gekenmerkt door een dichte opeenstapeling van de samenstellende deeltjes (hoge dichtheid), in macroscopisch opzicht door onvervormbaarheid: anders dan vloeibare materie neemt vaste materie onder invloed van haar gewicht niet spontaan de vorm van het vat aan.
Op microscopische schaal komt het vaste karakter van de materie tot uiting in het feit dat haar atomen of moleculen niet vrij onderling bewegen, maar slechts geringe schommelingen vertonen ten opzichte van een gemiddelde onderlinge afstand. Wanneer de atomen of moleculen gerangschikt zitten in een regelmatige roosterstructuur, is sprake van een kristal of een kristallijne vaste stof; als de posities weliswaar vast, maar onregelmatig zijn, is de vaste stof amorf.

## De vaste aggregatietoestand in het dagelijks leven en in de natuur
Alle voorwerpen bestaan minstens voor een deel uit vaste stof, daardoor kunnen we ze vastpakken. Alles uit het dagelijks leven waar we op kunnen lopen, tegenaan kunnen leunen, op kunnen zitten enzovoorts bestaat geheel of gedeeltelijk uit vaste materie. Alledaagse voorbeelden van materie in de vaste aggregatietoestand zijn metalen en plastic gebruiksvoorwerpen, textiel en aardewerk. In de natuur komt de vaste aggregatietoestand voor in de vorm van stenen, maar ook plantaardig materiaal is vaak vast, zoals hout. Zand is niets anders dan heel kleine stukjes steen en is dus ook vaste stof.

## Structuur
Natuurkundig gezien bestaat vaste stof uit atomen die, anders dan bij gasvormige en vloeibare materie, een vaste, onveranderlijke positie ten opzichte van elkaar innemen. Dat kan zijn in een regelmatig kristalrooster, of in een onregelmatige structuur zoals bij glas. De bestudering van kristalstructuren van vaste materialen (bijvoorbeeld legeringen) en van vaste scheikundige stoffen vormt het domein van de vastestoffysica en de kristallografie, twee vakdisciplines binnen de natuurwetenschappen.
Organische weefsels hebben verschillende inwendige structuren. Sommige onderdelen van het menselijk lichaam zijn geheel vaste stof, met name kalk in botweefsel. Bloed is 'vloeibaar weefsel': vaste deeltjes (bloedcellen) die zich in suspensie in het bloedplasma bevinden. De meeste cellen in de plantaardige en dierlijke weefsels bestaan voor meer dan twee derde uit water, en kunnen in natuurkundige zin nog het beste als een gel van water en eiwitten worden beschreven. In de biochemische kristallografie worden specifieke eiwitten als droge stof uit celmateriaal geïsoleerd om hun kristalstructuur te onderzoeken.

## Enkele eigenschappen

### Elasticiteit
Vaste stof vertoont een veel grotere weerstand tegen vervorming dan vloeistof of gas. Echter onder hoge belastingen kan er tijdelijke, elastische dan wel blijvende, plastische vervorming optreden, of kan vast materiaal zelfs breken. Bij materiaal dat uit korrels of andersoortige losse delen bestaat kan, bijvoorbeeld bij zijdelingse belasting, liquefactie (vervloeiing) optreden, vooral als het geheel gemengd is met een vloeistof. De cohesiekrachten tussen de korrels worden dan verbroken en het geheel gaat zich gedragen als een vloeistof. Drijfzand, sommige lawines en aardverschuivingen maar ook het bijna weerstandsloos glijden van een schaatser zijn verschijnselen waarbij vervloeiing optreedt.

### Dichtheid
Sommige stoffen en materialen in de vaste aggregatietoestand blijven drijven op water, andere zinken. Dit heeft te maken met de soortelijke massa (dichtheid) die voor iedere soort vast materiaal en vaste scheikundige stof specifiek is. Als deze dichtheid groter is dan die van water (1000 kg/m³) zal de vaste stof zinken. De zwaarste vaste stoffen zijn metalen zoals uranium, met een dichtheid van 18950 kg/m³ en iridium met een dichtheid van 22650 kg/m³. Het lichtste vaste materiaal is door mensen gemaakt en heet aerogel, dit heeft een dichtheid van 1,9 kg/m³, dus 526 keer zo licht als water. Hierbij is sprake van vermenging van vaste stof met een gas. Dit geldt ook voor kurk maar veel minder voor balsahout dat een dichtheid van 40 tot maximaal 300 kg/m³ kan hebben.

### Geleiding
Individuele stoffen en materialen worden ook gekenmerkt door hun specifieke elektrische geleidbaarheid: de mate waarin ze, in de vaste aggregatietoestand, elektriciteit geleiden. Metalen zijn elektrisch geleidend, materialen als plastic, hout en steen zijn dat niet of nauwelijks. Ook de mate van warmtegeleiding verschilt per soort vaste stof.

## Vastestoffysica
De vastestoffysica tracht macroscopische eigenschappen van vaste stoffen zoals elasticiteit, hardheid, thermische en elektrische geleidbaarheid en kleur te verklaren aan de hand van het gedrag van de materie op de schaal van individuele atomen en moleculen. Op die schaal speelt de kwantummechanica een doorslaggevende rol.
In de 20ste eeuw kreeg de vastestoffysica een dubbele impuls enerzijds door belangrijke ontdekkingen in de atoom- en molecuulfysica, anderzijds door het commerciële belang van halfgeleiders in de elektronica en later bij de bouw van computers en digitale communicatienetwerken.

## Fasen

Fasediagram van de polymorfen van ijs bij hoge atmosferische druk (logaritmische schaal op de horizontale as) en verschillende temperaturen in °C. Het blauwe gebied links bovenaan is de vloeistoffase; de Romeinse cijfers zijn verschillende vaste fasen van ijs. Bij een luchtdruk van 10 GPa ligt het smeltpunt boven de 100°C.

Terwijl het onderscheid tussen de vloeibare en de gasvormige aggregatietoestand vervaagt bij hoge druk en temperatuur (zie kritisch punt (thermodynamica) en kritische temperatuur), is er bij de meeste stoffen, en bovendien over een ruim drukbereik, wel sprake van een tamelijk scherp afgelijnde smelt- en sublimatietemperatuur. Dat is de temperatuur waarbij de kinetische energie van de samenstellende deeltjes hoog genoeg is om hun kristalstructuur 'uiteen te botsen' , waardoor de vaste stof óf smelt (overgaat in een vloeistof), óf sublimeert tot een gas. Bij het stollingsproces naar de vaste aggregatietoestand onderscheidt men verder nog de glastemperatuur: als vloeibare materie tijdens het stollen te snel afkoelt voor de vorming van een regelmatig kristalrooster, raakt ze onderkoeld en gaat vervolgens bij nog lagere temperatuur over in een amorfe vaste stof: de glasovergang.
Binnen de vaste toestand kunnen verschillende rangschikkingen van de atomen optreden, die vaak andere macroscopische eigenschappen opleveren. Zo bestaan de kristallijne stoffen grafiet en diamant allebei uitsluitend uit koolstofatomen, maar door hun verschillende kristalstructuur verschillen beide allotropen van koolstof wat betreft hun hardheid.
Bij vast water (ijs) onderscheiden wetenschappers 18 verschillende kristallijne fasen, naast één amorfe vorm. Deze vaste fasen van een samengestelde stof met een verschil in kristalstructuur worden polymorfen genoemd.

## Enkele bijzondere vaste stofklassen
Bepaalde groepen van stoffen die vast zijn bij normale druk en temperatuur, vormen een onderzoeksgebied op zich omwille van specifieke eigenschappen of toepassingen.

### Metalen
Metalen zijn enkelvoudige stoffen met relatief geringe elektronegativiteit. Ze vormen het grootste deel van het periodiek systeem, ruwweg een driehoek in de linker onderhoek van de tabel van Mendelejev. Op het vloeibare kwik na zijn ze bij normale druk en temperatuur allemaal vast.
Het kristalrooster wordt samengehouden door elektronen in de valentieband, die met grote vrijheid kunnen bewegen over veel langere afstanden dan de onderlinge afstand tussen twee atoomkernen.
Metalen worden gekenmerkt door een hoge elektrische en thermische geleidbaarheid.

### Mineralen
Mineralen zijn in de natuur voorkomende vaste stoffen die gevormd worden door geologische processen, vaak onder hoge druk en temperatuur in de diepere lagen van de aardkorst. De meeste gesteenten bestaan in hoofdzaak uit kristallijne verbindingen van silicium en zuurstof (kwarts en silicaat), aangevuld met metaalionen zoals magnesium, aluminium, ijzer en calcium.

### Keramiek
Keramische materialen bestaan uit anorganische verbindingen, vaak oxiden, en worden gekarakteriseerd door hoge thermische weerstand, een hoog smeltpunt, geringe geleidbaarheid en chemische inertheid. Omwille van die laatste eigenschap wordt keramiek al sinds de prehistorie gebruikt voor het opslaan van voedsel.

### Organische vaste stoffen
De organische chemie bestudeert chemische verbindingen bestaande uit koolwaterstofketens en functionele groepen van andere elementen. De traditioneel in toepassingen populairste organische vaste stof is hout, een dichte opeenstapeling van cellulosevezels in een ligninematrix, gevormd door een groot aantal planten. Rubber was lange tijd gegeerd omwille van zijn hoge elasticiteit. Sinds de twintigste eeuw produceert de polymeerchemie een groot aantal synthetische vaste organische stoffen.

### Halfgeleiders
Een halfgeleider in ruime zin is een vaste stof waarvan de elektrische geleidbaarheid tussen die van de metalen en die van de isolatoren (bijvoorbeeld keramieken) in ligt. In nauwere zin is het een vaste stof die een aantal uitzonderlijke macroscopische elektrische eigenschappen vertoont ten gevolge van een bijzondere onderlinge ligging van de moleculaire energieniveaus: verandering van de geleidbaarheid onder invloed van licht; opwekking van elektriciteit onder invloed van licht; stijging van de elektrische geleidbaarheid bij stijgende temperatuur; verschillende geleidbaarheid naargelang van de zin van de elektrische stroom.